# Midden-Amerikaanse killivisjes
Profundulidae (Midden-Amerikaanse killivisjes) zijn een familie van straalvinnige vissen uit de orde van Tandkarpers (Cyprinodontiformes).

## Geslachten
- Profundulus C. L. Hubbs, 1924